# Ресничные черви
Ресни́чные че́рви, или турбелля́рии (лат. Turbellaria, от turbo – волновать), — традиционно выделяемый класс плоских червей, включающий всех представителей типа, кроме исключительно паразитических Neodermata (трематоды, моногенеи и ленточные черви), по отношению к которым является парафилетической группой. Насчитывает свыше 3500 видов. Это преимущественно свободноживущие черви, реже паразитические. Тело уплощённое, овальное или удлинённое, покрыто ресничным эпителием. Размеры — от микроскопических до 10 м. Большинство свободноживущих видов ресничных червей встречается в морях и пресных водах, меньшее число — во влажных местах на поверхности суши, в почве. Наиболее известными являются представители отряда Трехветвистые, или Планарии (белая, чёрная, траурная, бурая и др. — всего около 100 видов). Свободноживущие плоские черви питаются преимущественно как хищники и передвигаются ползком или вплавь. Локомоции способствуют кожно-мускульный мешок и реснички.

## Строение и физиология

### Кожно-мускульный мешок
Снаружи тело покрыто однослойным реснитчатым эпителием, причем с возрастом реснички часто теряются, из-за чего клетки как бы «лысеют». Реснички способствуют перемещению червя в пространстве. Строение эпителия у разных червей не одинаково, в связи с чем выделяют две его основные вариации: 1) эпителиальные клетки четко отделены друг от друга; 2) клетки эпителия сливаются в своей верхней части, образуя общий цитоплазматический безъядерный слой; в нижней своей части клетки образуют мешочки, содержащие ядра, которые спускаются ниже базальной мембраны и сохраняют при этом разделенность между собой.
В эпителии турбеллярий имеется много одноклеточных желез различной формы. Они рассеяны по всей поверхности, но могут образовывать скопления. Например, слизистые железы особенно многочисленны в эпителии передней части тела, выделяемая ими слизь, по-видимому, способствует прикреплению червя к субстрату. Напротив, белковые железы концентрируются по краям тела, полагают, что выделяемый ими секрет обладает токсическими свойствами.
Среди эпителиальных желез выделяются рабдитные клетки, которые содержат преломляющие свет палочки — рабдиты, лежащие перпендикулярно поверхности. При раздражении рабдиты выстреливаются наружу, где при соприкосновении с водой быстро ослизняются и образуют защитную слизь. Благодаря этому турбеллярии практически не поедаются другими животными. Рабдитные клетки располагаются ниже базальной мембраны, но связаны при этом с вышележащими эпителиальными клетками, в которые из них и поступают рабдиты.
Мышечная часть кожно-мускульного мешка образована несколькими слоями мышечных волокон. Снаружи располагается кольцевой слой, под ним диагональный, волокна которого идут под углом друг к другу, и самый нижний — продольный. Именно совокупность покровов и лежащих ниже слоев мышечных волокон и образует кожно-мускульный мешок.
Кроме сплошных слоев, мышечные волокна также образуют пучки дорсовентральных мышц. Они направляются от спинной (дорсальной) части тела к брюшной (вентральной) и, сокращаясь, ещё больше сплющивают тело червя.
Мелкие черви плавают при помощи ресничного эпителия, а крупные — в основном за счёт волнообразных сокращений тела. Ползают черви путём сокращения мускулатуры тела или передвигаются «шагающим» движением, поочередно прикрепляясь то передним, то задним концом тела.

### Пищеварительная система и питание
Пищеварительная система ресничных червей довольно разнообразна в пределах класса и варьирует от примитивной — без оформленного кишечника до сравнительно сложной — с ветвистым кишечником. Основные отряды ресничных червей отличаются прежде всего формой кишечника.
Довольно сложный кишечник имеется у многоветвистых турбеллярий — поликлад (отряд Polycladida). Ротовое отверстие у них, как правило, ближе к заднему концу тела и ведет в складчатую глотку, от которой радиально расходятся множество слепых ветвей энтодермального кишечника.
В подотряде трехветвистых, или планарий — триклад (Tricladida) от глотки, расположенной посередине тела, отходят три ветви кишечника. Одна ветвь направлена к переднему концу тела, а две — назад. При этом пища сначала поступает в передний вырост, а оттуда перетекает в задние. Таким образом, питательными веществами первоначально обеспечиваются органы, расположенные в передней части тела.
У отряда прямокишечных (Rhabdocoela) глотка расположена на переднем конце тела и кишечник прямой, неветвистый.
У ресничных червей с оформленным кишечником большую роль в переваривании пищи выполняют глоточные железы. У многих видов наблюдается внекишечное пищеварение. Нередко планарии нападают на довольно крупные жертвы (моллюсков, рачков). В тело жертвы они выделяют пищеварительные ферменты, а затем всасывают полупереваренную пищу.
Несмотря на определенную сложность пищеварительной системы, усвоение пищи у турбеллярий в значительной мере осуществляется за счет внутриклеточного пищеварения, то есть фагоцитоза эпителиальных клеток средней кишки.
Большинство турбеллярий являются хищниками и питаются различными мелкими беспозвоночными. Обнаружив жертву, червь накрывает её своим телом, после чего заглатывает. У планарий для этого служит выдвижная глотка, которая выбрасывается из глубокого впячивания наружного покрова — глоточного кармана. Если размер добычи слишком велик и её невозможно проглотить целиком, червь отрывает куски сильными сосательными движениями глотки, после чего заглатывает их. Однако мелкие членистоногие (например, рачки) покрыты жестким панцирем и разорвать их планария не может. В таком случае она выделяет из глотки наружу пищеварительные ферменты, которые расщепляют ткани жертвы вне организма червя, после чего размягченная пища всасывается глоткой. Таким образом, у турбеллярий возможно и наружное пищеварение. Некоторые турбеллярии (планарии) обладают своеобразной способностью использовать «трофейное оружие». Ученые установили, что при поедании гидр планарией стрекательные клетки не разрушаются, а мигрируют в покровы червя и защищают его.

### Выделительная система
Азот, образовавшийся в результате метаболизма белков, турбеллярии выводят из организма в виде аммиака, который диффундирует через поверхность тела. Однако избыток воды и, вероятно, некоторые продукты метаболизма выводятся протонефридиями, несущими полицилиарные терминальные клетки. Поскольку у турбеллярий отсутствует циркуляторная система, способная доставлять избыток воды и другие продукты обмена из отдаленных участков тела к компактной почке, их терминальные клетки обычно распределены по всему объему тела. Обычно они располагаются вблизи всех тканей и органов на расстоянии, не превышающем пределы, в которых может эффективно осуществляться простая диффузия. Исключение составляют лишь катенулиды (Catenulida). У них в передней части тела имеется всего один протонефридий. Он расположен в гемоцеле, в котором циркулирует полостная жидкость (кровь). Продукты обмена из терминальных клеток поступают в систему анастомозирующих каналов, внутренняя поверхность которых иногда несет реснички. В конечном счете, каналы открываются наружу одной или несколькими порами, что зависит от видовой принадлежности конкретной формы. В отличие от всех остальных турбеллярий представители Acoelomorpha — почти исключительно морские организмы — лишены нефридиев.

### Нервная система и органы чувств
У турбеллярий кроме диффузного подкожного сплетения имеются парные нервные стволы, которые возникли как производное этого сплетения, и соединяющие их кольцевые перемычки. Такой тип нервной системы является ортогоном (решётчатая нервная система). У бескишечных и других турбеллярий, имеющих статоцист, ортогон соединен с эндонным мозгом — нервным ганглием, образовавшимся вокруг статоциста. У лишенных статоциста турбеллярий формируется головной мозг ортогонного типа из утолщившихся нервных стволов и кольцевых комиссур ортогона. Максимальное число нервных стволов ортогона — 8, минимальное — 2. У некоторых групп имеются добавочные глубокие латеральные (боковые) стволы. Для более продвинутых групп турбеллярий характерно погружение ортогона под слои мышц. в толщу паренхимы, сокращение числа нервных стволов и упорядочение комиссур, перемещение большей части ганглиозных и двигательных нейронов в нервные стволы из подкожного сплетения.
Органы чувств у турбеллярий развиты значительно лучше, чем у других классов плоских червей. Кожа ресничных червей содержит чувствующие клетки с неподвижными длинными ресничками, выполняющими функцию органов осязания и химического чувства. У некоторых видов имеется орган равновесия — статоцист, расположенный над мозговым ганглием или внутри него. По всей поверхности кожи рассеяны клетки с более длинными и неподвижными ресничками, называемыми сенсиллами. С ними связаны отростки нервных клеток. Сенсиллы обеспечивают восприятие механических воздействий извне.
Важнейшую роль для турбеллярий играют органы обоняния, так как с помощью обоняния почти все они охотятся на добычу. У большинства видов органы обоняния — это обонятельные ямки, расположенные по бокам переднего конца. В них содержатся чувствительные клетки, посылающие свои аксоны в переднюю часть мозга, железистые клетки, выделяющие слизь, а также мерцательные клетки, которые создают ток воды, приносящий в ямку молекулы пахучих веществ.
Почти у всех турбеллярий присутствуют инвертированные глаза. У большинства видов они не имеют хрусталика и не способны к дифференцированному(предметному) зрению, однако у некоторых наземных планарий глаза имеют сложное строение, снабжены хрусталиком и, возможно, позволяют видеть предметы. Обычно бывает одна пара глаз над мозговым ганглием, но у некоторых (многих планарий и большинства поликлад) может быть несколько десятков глаз, расположенных в области мозга или окаймляющих весь передний конец тела. У немногих представителей бывает 4 глаза или один непарный глаз. Пигментный бокал глаз обращён вогнутой частью к поверхности тела, в него погружены длинные изогнутые рецепторные (ретинальные) зрительные клетки, на расширенных концах которых находятся светочувствительные структуры. Свет вначале проходит через тело зрительных клеток и лишь потом попадает в их светочувствительную часть. Ретинальные клетки по своему происхождению являются нервными, поэтому они имеют отростки (аксоны), образующие в своей совокупности зрительный нерв, который направляется в мозговой ганглий, где происходит анализ полученной информации.

### Половая система и размножение
Ресничные черви — гермафродиты. В каждой особи имеются женские и мужские половые железы — гонады. У многих видов имеется сложная система половых протоков и дополнительные железы.
Мужские гаметы образуются в многочисленных мелких семенниках (у некоторых тубеллярий их может быть только два), рассеянных в толще паренхимы. От каждого семенника отходит тонкий семявыносящий канал, который впадает в более крупный парный проток — семяпровод. Соединившись, семяпроводы образуют семяизвергательный канал, расположенный внутри совокупительного органа.
Женская половая система состоит из половых желез — яичников, видоизмененных гонад — желточников и женских половых протоков. У многих тубеллярий желточники не образуются. Из яичников яйцеклетки поступают в яйцеводы (их обычно два), туда же открываются протоки желточников, по которым поступают богатые питательными веществами желточные клетки. Объединившись, яйцеводы образуют непарное влагалище, которое открывается в половую клоаку.
У трёхветвистых планарий половая система содержит два семенника, состоящих из семенных мешочков с семявыносящими канальцами. Парные семяпроводы впадают в семяизвергательный канал, пронизывающий совокупительный орган — аналог пениса, который открывается в половую клоаку — кожное впячивание, куда открываются и женские протоки. Имеются парные яичники и отходящие от них яйцеводы. На яйцеводах расположены многочисленные железки — желточники, продуцирующие желточные клетки, наполненные желтком, необходимым для питания развивающихся яиц. Яйцеводы впадают во влагалище, открывающееся половым отверстием в клоаку.
У большинства тубеллярий происходит перекрестное оплодотворение, при котором половые партнеры передают друг другу мужские половые продукты, то есть партнеры по-очереди выступают как самец и как самка. Обычно совокупительный орган вводит сперму непосредственно в половую клоаку, у некоторых в половой клоаке имеется небольшой вырост — копулятивная сумка, куда поступает полученное семя. Но в любом случае у ресничных червей происходит внутреннее оплодотворение. Оплодотворенная яйцеклетка вместе с группой желточных клеток покрывается защитной скорлупой, и образуется сложное яйцо, характерное для большинства плоских червей.
Развитие у большинства ресничных червей прямое, то есть из яйца выходит организм, похожий на взрослое животное, однако у некоторых морских тубеллярий развитие идет с метаморфозом. При этом из яйца выходит совершенно непохожая на взрослого червя мюллеровская личинка, вся покрытая ресничками, за счет которых она плавает. Определенное время личинка перемещается в составе планктона, после чего дифференцируется в маленького червя.
Тубеллярии могут также размножаться бесполым путём. При этом на теле появляется поперечная перетяжка, постепенно разделяющая животное на две части. Поскольку некоторые органы имеются в единственном числе, то образовавшиеся особи в последующем достраивают необходимые части.
У ресничных червей, особенно у планарий, ярко выражена способность к регенерации. Маленькие фрагменты размером с десятую или даже сотую часть тела планарии образуют заново целый организм. За такую способность этих животных называют «бессмертными под ножом оператора» (распространено также немного обидное для соответствующей профессии выражение «бессмертная под ножом хирурга»). Удивительная особенность биологии планарии — её оригинальная реакция на неблагоприятные условия окружающей среды. Например, при недостатке кислорода или в случае сильного повышения температуры воды планарии сами распадаются на куски, которые регенерируют при наступлении благоприятных условий. Это явление называется аутотомией.

## Филогения
Найдется немного эволюционных проблем, которые породили столько спекуляций и противоречий, сколько их возникло при обсуждении вопроса о происхождении турбеллярий. 
Было сделано несколько попыток реконструировать возможную родословную этой группы, но только две гипотезы активно обсуждаются современными исследователями. Первая из них — «планулоидная теория» — была предложена Л. фон Граффом в XIX в. Позднее в США она нашла активного поборника в лице Л. Хайман. Согласно этой гипотезе, турбеллярии и книдарии произошли от общего предка (планулоиды), который был похож на личинку книдарий — планулу. Этот планулоидный предок должен был иметь наружный эпителий (эпидермис), внутренний эпителий (гастродермис) и разделяющую эти два слоя соединительную ткань (мезоглею). Таким образом, кишка и паренхима плоских червей соответствуют гастральной полости и мезоглее книдарий. 
Суть альтернативной гипотезы сводится к тому, что турбеллярии не являются примитивными билатериями. 
Они произошли от имеющего целом предка в результате вторичного упрощения организации. Эта гипотеза (называемая «целоматной теорией» и являющаяся частью более общей теории энтероцельного происхождения целома) косвенно подтверждается сложностью половой системы и эпидермиса турбеллярий — уникальных структур, не имеющих аналогов среди двуслойных животных. Например, каждая ресничная эпидермальная клетка турбеллярий всегда несет много ресничек, а аналогичные клетки представителей Diploblastica исходно и преимущественно имеют только одну ресничку.
И если относительно легко можно представить себе, как именно похожий на планулу организм, постепенно усложняясь, мог превратиться в просто устроенную турбеллярию, то гораздо труднее вообразить, как целомическое животное, например кольчатый червь или полухордовое животное, могло в результате упрощения лишиться целома. Современные сторонники этой гипотезы полагают, что главным фактором, обусловившим подобную эволюционную трансформацию, могло стать уменьшение размеров тела. Выше уже говорилось, что небольшие размеры тела коррелируют преимущественно с ресничным, а не мышечным способом локомоции, отсутствием внутренних систем транспорта жидкости (включая целом) и наличием протонефридиев. Фактическое исчезновение целома могло стать результатом заполнения целомической полости увеличившимися в размерах мезотелиальными клетками и формирования клеточной паренхимы.
Возможно, однако, что возникновение ресничных червей от имеющего целом предка — это не следствие упрощения, а результат педоморфоза. Они берут начало от ранних (еще до дифференцировки целома) стадий развития вторичнополостного предка. Личинки вторичнополостных животных, как и плоские черви, лишены целома, т.е. обладают сплошным, лишенным полости телом. Если бы репродуктивные органы появились у них преждевременно, до формирования целома, получилось бы животное, очень похожее на плоского червя.
С другой стороны, защитники «планулоидной теории» считают, что признание лишенных полости Gnathostomulida, эпидермис которых к тому же образован моноцилиарными эпителиальными клетками, эволюционным мостиком между турбелляриями и двуслойными животными позволяет рационально объяснить природу некоторых различий в организации представителей этих двух таксонов.